# Кэ, Пьер Морис
Пьер Морис Кэ (фр. Pierre-Maurice Quay; 27 января 1777, Париж — 5 сентября 1803, Сен-Лё-ла-Форе) — французский художник-неоклассицист.

## Биография
Ученик Жака-Луи Давида, он был изгнан учителем из мастерской за критику его картины «Сабинянки». Около 1797 года вокруг Кэ сложилась группа молодых художников, которых называли «Мыслители» (фр. Penseurs и фр. Méditateurs), «Первобытные» (фр. Primitifs) или «Бородачи» (фр. Barbus): под влиянием Кэ все они стремились к корням искусства — как в стилистике и тематике (выбирая сюжеты из античных и библейских времён, а также из Оссиановского цикла, и трактуя их в манере античной вазописи или раннего Ренессанса), так и в области жизнетворчества: так, Кэ и его соратники одевались в стилизованные древнегреческие одежды и в других отношениях имели несколько эпатажный вид, предвосхищая как творчески, так и поведенчески будущее явление романтизма. После смерти Кэ, прозванного в этом кружке Агамемноном, группа распалась.
Шарль Нодье, принадлежавший к «Мыслителям», вспоминал в 1832 году: «Морис Кэ был прекраснейшим из людей. Природа пожелала, чтобы его наружность впечатляла так же сильно, как и его гений, и поскольку она не добивается совершенства иначе как дорогой ценой, то показала это и на сей раз. Он исчез, не достигнув лет, когда юность выступает с обещаниями зрелости, и здание, краеугольным камнем которого он был, общество Мыслителей, обрушилось на него, безвестно сошло в могилу безвестного Мориса».
Морису Кэ приписывается изобретение слова «рококо»: согласно Этьену Делеклюзу, оно было придумано Кэ около 1797 года, ещё когда он учился в мастерской Давида, в качестве насмешливого обозначения стиля, радикально противоположного его вкусам.